# Reformierte Kirche Suhr

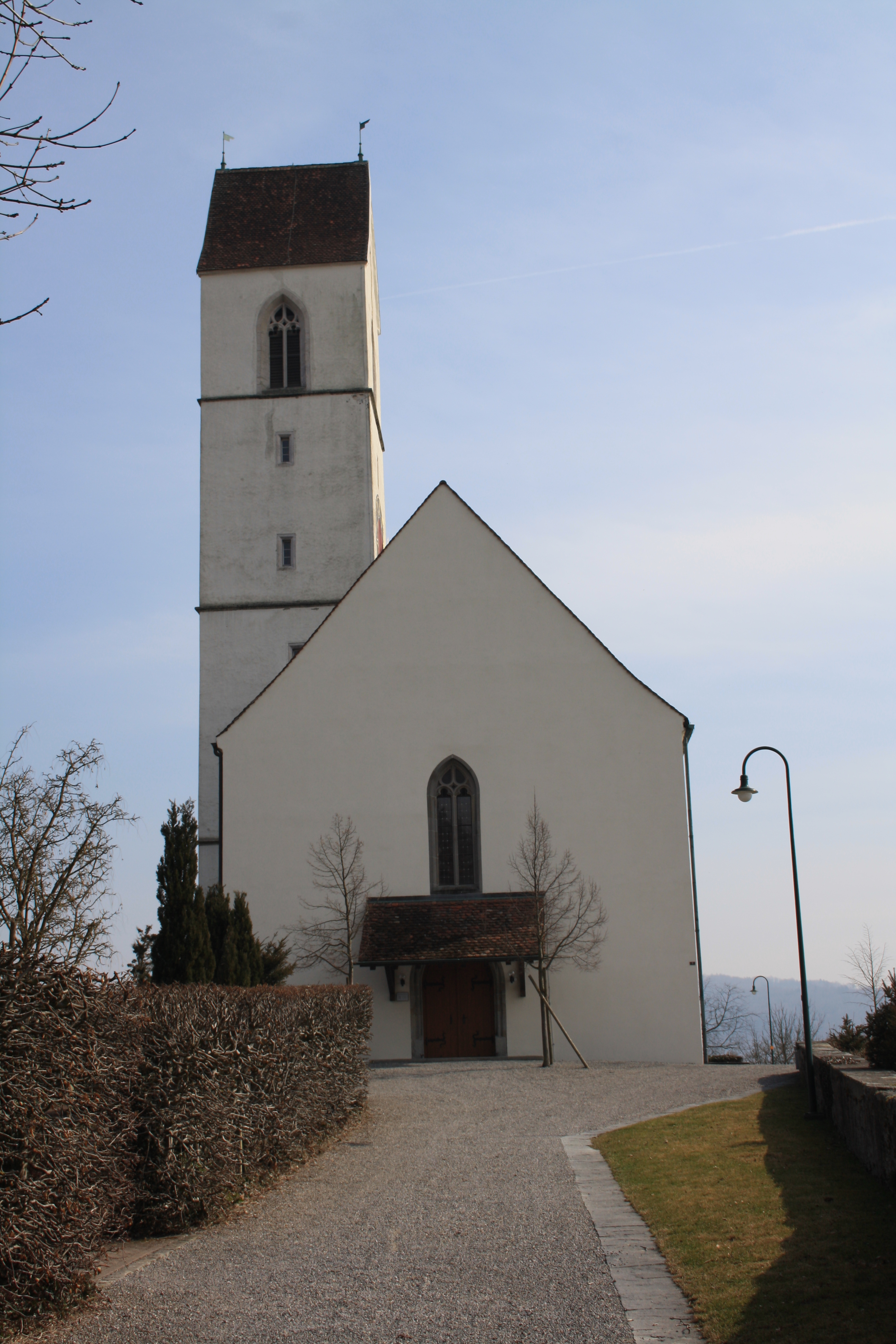
Kirche Suhr

Die reformierte Kirche Suhr ist das reformierte Kirchengebäude in der aargauischen Gemeinde Suhr. Sie steht auf einem Hügelsporn oberhalb des Dorfes.

## Geschichte
Ursprünglich stand auf dem Hügelsporn eine Kirche, die bereits zur Zeit der Karolinger existierte. Bei der ersten urkundlichen Erwähnung im Jahr 1045, während der Herrschaft der Lenzburger, war Suhr eine grosse und bedeutende Urpfarrei. Sie umfasste neben Suhr auch Aarau, Buchs, Gränichen, Hunzenschwil, Muhen, Oberentfelden (teilweise), Rohr, Rupperswil und Unterentfelden. Der Kirchensatz ging von den Lenzburgern an die Kyburger und danach an die Habsburger über. Er wurde um 1400 dem Stift Beromünster überlassen und gelangte schliesslich 1857 in den Besitz des Kantons Aargau. Durch Abspaltungen verkleinerte sich das Gebiet der Pfarrei nach und nach und umfasst heute noch Suhr und Hunzenschwil.
Die heute bestehende Kirche wurde im Jahr 1495 zu Ehren des Heiligen Mauritius, der Heiligen Barbara und Unserer lieben Frau (Maria) geweiht, seit 1528 dient sie der reformierten Konfession. An der Nordseite des Chors errichtete man 1497 den Kirchturm, in dem einst ein Raum als Gefängniszelle genutzt wurde. Mehrmals kam es zu Umbauten, beispielsweise 1562–80 und 1814 im Chor. Ein Brand 1844 und ein weiterer Brand infolge eines Blitzschlags 1847 zerstörten den Innenraum, darunter die spätgotische Kassetten-Holzdecke und die farbigen Kirchenfenster aus der zweiten Hälfte des 14. Jh. Bei der Renovation 1956/57 versuchte man die Stilelemente der ursprünglichen Kirche wieder stärker hervortreten zu lassen.

## Gebäude und Ausstattung

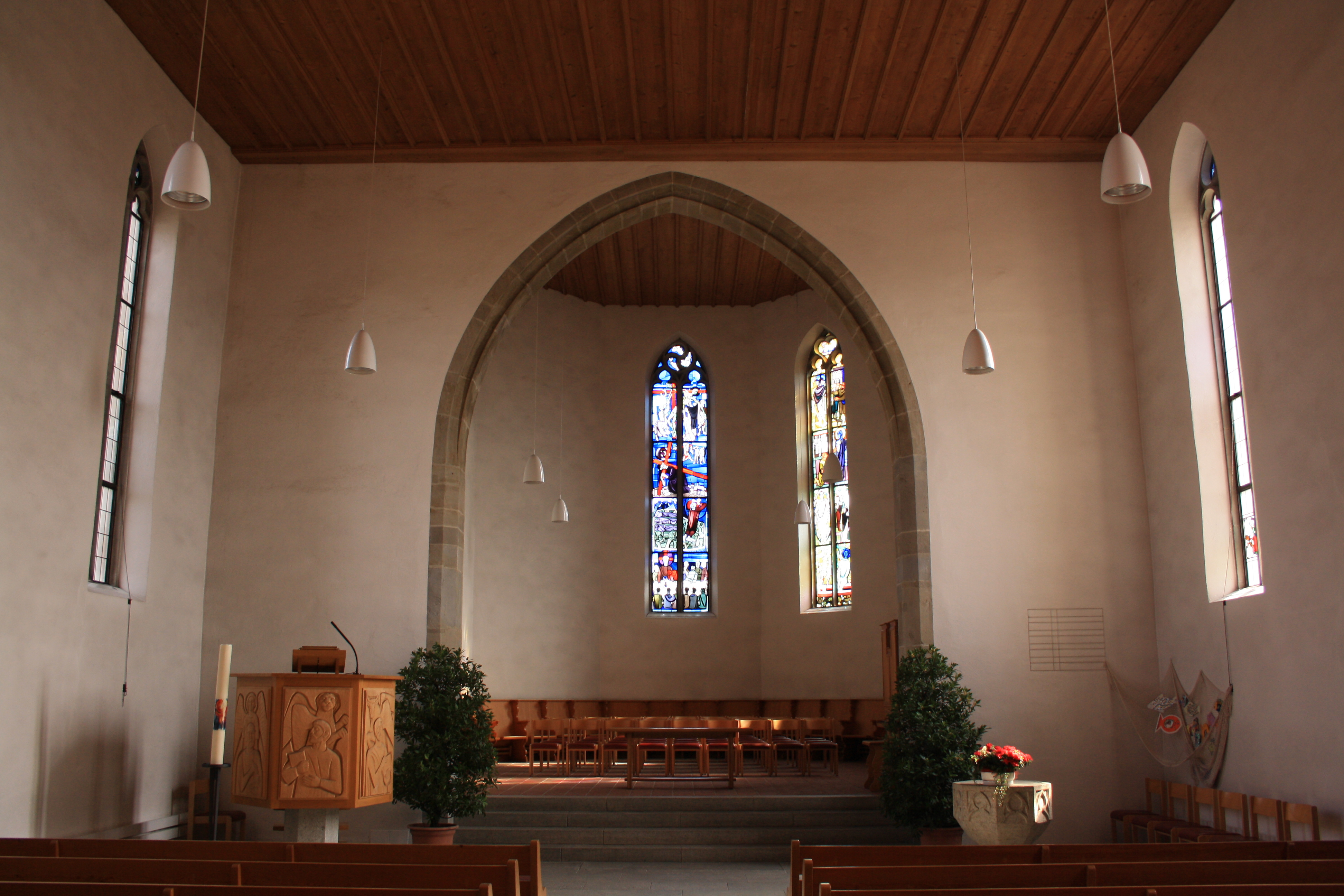
Chor

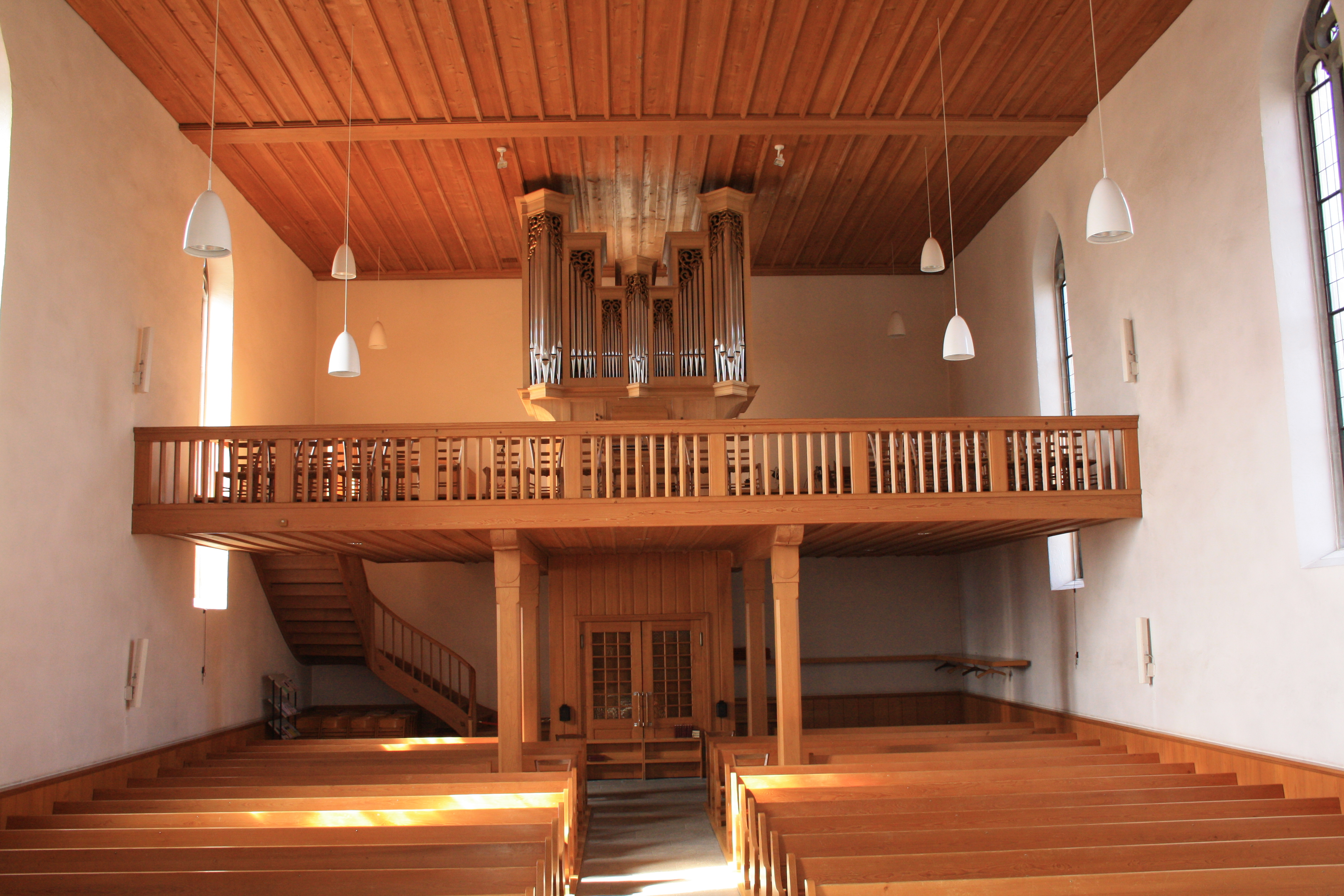
Empore mit Orgelprospekt

Die Kirche ist im spätgotischen Stil erbaut und gilt als klassische spätgotische Hallenkirche. Ein durchgezogenes Satteldach fasst das Kirchenschiff und den eingezogenen, polygonal geschlossenen Chor zusammen. Die Wände sind verputzt und weisen keine Gliederung auf. Zwei Spitzbögen an den Aussenseiten des Schiffs führen ins Innere, ein dritter Spitzbogen wurde anlässlich der Renovation 1956 zugemauert. Auch die Sandstein-Fenster weisen die Form von Spitzbögen auf. In den Winkel zwischen Schiff und Chor ist auf der Nordseite der durch Gurtgesimse unterteilte Kirchturm angebaut. Im Verhältnis zum übrigen Gebäude ist er ungewöhnlich hoch und wirkt dadurch wie ein Wahrzeichen. Das Satteldach des Käsbissenturms ist quergestellt, darunter sind spitzbogige Schalllöcher und auf der Nord-, Ost- und  Südseite gross dimensionierte Zifferblätter angebracht.
Im Innern trennt ein weiterer Spitzbogen das Schiff von dem um vier Stufen erhöhten Chor. Beide Räume wurden 1957 mit Holzdecken ausgestattet, die den ursprünglichen spätgotischen Kassettendecken nachempfunden sind. Das Schiff enthält zusätzlich eine Empore, auf der die Orgel steht. Bei der Renovation von 1956/57 wurden Chorfenster von Felix Hoffmann eingesetzt, die Szenen aus der Passionsgeschichte, der Ostergeschichte sowie aus der Apostelgeschichte zeigen. Im Kirchturm befinden sich fünf Glocken, die in c, e, g, a und c gestimmt sind. Im Jahr 2003 wurde eine neue Orgel mit 23 Registern der Firma A. Hauser aus Kleindöttingen eingebaut. Zusätzlich befindet sich im Chorraum noch ein Positiv der Firma Metzler aus Dietikon.